# Wallace & Gromit's Grand Adventures
Wallace & Gromit's Grand Adventures is een avonturenspel van Telltale Games. Het is gebaseerd op de Wallace & Gromit serie van Aardman Animations. Het spel werd in 4 episodes uitgebracht tussen maart en juli 2009. Er zijn releases beschikbaar voor de PC, Xbox Live Arcade en gedeeltelijk voor iPad. Een versie voor Macintosh is niet beschikbaar.
Alle episodes kunnen los van elkaar worden gespeeld en zijn ook apart te koop, ofschoon er min of meer een klein vervolgverhaal tussen de delen zit.

## Episodes
Hieronder een overzicht wanneer welke episode voor het eerst op de markt kwam. Voor dit spel was dat telkens Windows.
| # | Episode                    | Verschenen voor Windows op |
| - | -------------------------- | -------------------------- |
| 1 | "Fright of the Bumblebees" | 24 maart 2009              |
| 2 | "The Last Resort"          | 5 mei 2009                 |
| 3 | "Muzzled!"                 | 16 juni 2009               |
| 4 | "The Bogey Man"            | 29 juli 2009               |

## Verhaal

### Fright of the Bumblebees
Wallace heeft een nieuwe onderneming: "From Bee to You". Het bedrijf is gespecialiseerd in het leveren van vers gemaakte honing. Hij neemt het aanbod aan om 225 liter honing te bezorgen aan de lokale kruidenier Paneer. Zo wil Wallace de schade vergoeden die zijn elektrische kaas-opsporingmachine in Paneers winkel eerder heeft aangericht. Wallace heeft een machine uitgevonden die bloemen zo behandelt dat honingbijen er bijna onmiddellijk honing van kunnen maken. Echter, nadat Wallace alle bloemen in zijn tuin heeft opgebruikt, is hij gedwongen om te improviseren. In een folder vindt hij een formule om menselijke spieren op zeer korte termijn te doen groeien en versterken. Wallace neemt aan dat dezelfde formule bloemzaadjes meteen in grote bloemen zal doen veranderen. De formule is een succes en hij levert de honing tijdig aan de kruidenier. Dan blijkt echter dat de bijen ook hebben gereageerd op de groeiformule en nu de stad en Wallace' huis terroriseren. Gromit is in staat om een aantal bijen te vangen en de anderen te doen inslapen. Daarop wordt hij ontvoerd door de bijenkoningin. Wallace achtervolgt Gromit met zijn honing-tanker-truck en is in staat om hem te redden. Toch blijft de koningin hen achtervolgen. Daarop geeft Wallace de koningin nog meer van het groeiproduct waardoor zij zo groot wordt dat ze klem komt te zitten in een tunnel. Wallace maakt een tegengif en de bijen worden weer normaal, hoewel hij zichzelf per ongeluk ook laat krimpen tot een dwerg.

### The Last Resort
Dankzij de winst van het honingbedrijf bereiden Gromit en Wallace zich voor om op reis te gaan naar Blackpool. Het slechte regenweer bederft hun plannen. Daarnaast is er een lek in een waterafvoerleiding waardoor de kelder onder water stroomt. Wallace komt op het idee om de met water volgelopen kelder in te richten als een indoor vakantieoord voor de rest van de stedelingen. Hij tracht hun een aangename vakantie te bezorgen, maar dat is moeilijker dan gedacht. Felicity Flitts twee puppy’s zorgen voor onrust en terroriseren iedereen. Duncan McBiscuit, die verliefd is op Felicity Flitt, kan het niet laten om de zandkastelen van Paneer te verwoesten. De burgemeester tracht een verhaal uit te beelden, maar vindt niet de nodige attributen. En mevrouw Gabberley is de uitspraken van Duncan McBisuit over haar uiterlijk beu. Wanneer Wallace iedereen tot inkeer heeft gebracht, geraakt Duncan McBiscuit op mysterieuze wijze onder het zand van het strand bedolven. P.C. Dibbins start een onderzoek naar de dader. Dankzij de hulp van Wallace en Gromit vindt men het bewijs dat de puppy’s hiervoor verantwoordelijk zijn. Zij namen wraak nadat Duncan McBiscuit hun speeltje had afgenomen. In de eindscène lost een speciale stop waardoor het water de kelder verlaat via een grote draaikolk. Nadat men hieraan ontsnapt, worden de puppy’s overgebracht naar de gevangenis. Wallace start dan aan de opruiming van zijn vakantieoord.

### Muzzled!
Het storm- en regenweer heeft ervoor gezorgd dat de hondenhokken van het dierenasiel zijn verwoest. Daardoor lopen er heel wat ontsnapte honden rond in de stad. Gromit zoekt een manier om de honden te verzamelen en tot rust te brengen. Hij kan niet verhinderen dat de honden de nieuwste uitvinding van Wallace vernielen: een machine die van elke smaak een roomijs kan maken. Daarnaast komt Monty Muzzle met zijn kermis naar de stad om een benefietactie in te richten. Op de kermis mogen de inwoners ook allemaal een standje inrichten. Alles wat men op de kermis wil doen, wordt betaald met tickets die men bij Monty Muzzle kan kopen. De opbrengst wordt aan het asiel geschonken zodat er nieuwe hokken kunnen worden gebouwd. Wallace en Gromit gaan naar de kermis met hun herstelde ijsmachine. Daar ontdekt Gromit dat Mr. Muzzle heel andere bedoelingen heeft: hij wil het ingezamelde geld voor zichzelf houden. Ook blijkt dat hij zwerfhonden en kippen gebruikt als manuele aandrijving voor de attracties ... Nadat Muzzle wordt ontmaskerd, vlucht hij met een luchtballon. Wallace en Gromit kunnen hem laten crashen waardoor hij rechtstreeks vanuit de lucht in de gevangenis valt. In de eindscène bukt Wallace zich om een speciale moer op te rapen die van zijn ijsmachine was gevallen. Wallace geeft de moer aan Felicity die net passeert. Zij ziet de moer voor een ring aan. Omdat Wallace ook gehurkt zit, denkt ze verkeerdelijk dat ze een huwelijksaanzoek heeft gekregen. Felicity neemt de ring aan, maar wil een paar dagen bedenktijd alvorens te antwoorden op het verzoek.

### The Bogey Man
Paneer heeft de eer om een nieuw lid te zoeken voor "Prickly Thicket", een voorname privéclub die voornamelijk aan golf doet. Hij twijfelt tussen Wallace en P.C. Dibbins. Prudence Flitt is op bezoek bij Felicity om haar huwelijkszegen te geven. Voor Prudence is het geen probleem dat Felicity trouwt, op voorwaarde dat Wallace stopt als uitvinder en dat hij nooit lid mag worden van een golfclub. Wanneer Gromit dit te weten komt, overhaalt hij Paneer om Wallace toe te laten treden. P.C. Dibbins kan dit niet verkroppen en dreigt ermee de club te sluiten omdat deze geen officiële golfbaan heeft. Majoor Crum en Duncan McBiscuit weten dat hiervan wel een akte bestaat. Blijkbaar heeft een verre voorvader van Wallace, Goodman Witless genaamd, een veiligheidssysteem gemaakt waardoor de akte veilig is opgeborgen. Wallace vindt her en der aanwijzingen hoe hij het systeem kan uitschakelen. Wanneer de akte opduikt, blijkt dat de golfbaan gedeeltelijk op hetzelfde terrein lag als waar nu de stad ligt. McBiscuit wil daarop alle betreffende huizen laten slopen. Wallace daagt Duncan uit tot een golftoernooi om te bepalen wie de nieuwe voorzitter van de club wordt en wat er met de stad dient te gebeuren. Wallace wint en de dorpsinwoners gaan naar het clublokaal om de akte te vernietigen zodat de stad wordt gered. Dan treedt een beveiligingssysteem in werking waardoor de kamer wordt afgesloten en met zand wordt gevuld. Gelukkig kan Gromit het systeem uitschakelen. Ondertussen heeft McBiscuit zijn liefde nogmaals kenbaar gemaakt richting Felicity. Omdat Wallace nu voorzitter is van de golfclub kan zij met hem niet trouwen. Ook McBiscuit is lid van de vereniging, maar hij wil uit liefde zijn lidmaatschap opzeggen. In de slotscène vertelt Felicity aan Wallace dat ze niet ingaat op zijn huwelijksaanzoek omdat ze iemand anders heeft gevonden. Ze geeft de "verlovingsring" terug aan Wallace.

## Personages en stemacteurs
| Personage        | Omschrijving | Stemacteur           |
| ---------------- | --- | -------------------- |
| Wallace          | Hij vindt allerlei zaken uit die het dagelijkse leven eenvoudiger maken. Hij is eerder naïef en neemt opdrachten aan zonder eerst na de denken of hij ze kan verwezenlijken | Ben Whitehead        |
| Gromit           | De hond van Wallace. In veel opzichten is hij slimmer dan Wallace. Het is meestal ook dankzij hem dat Wallace uit benarde situaties geraakt of zijn uitvindingen kan afwerken. | de hond spreekt niet |
| Felicity Flitt   | De buurvrouw van Wallace. Ze is uitermate beleefd. Alles moet bij haar keurig in orde zijn. Ze verzorgt bijna constant haar bloementuin | Heather Coombs       |
| Mr. Paneer       | Een Indiër die de lokale kruidenierswinkel uitbaat. | Peter Marinker       |
| P. C. Dibbins    | De lokale constable van de politie. Hij is van mening dat iedereen de wet perfect moet volgen. Voor de minste inbreuk laat hij winkels tijdelijk sluiten of zet hij personen (inclusief dieren en voorwerpen) achter de tralies                                                                                            | Dean Willamson       |
| Mrs. Gabberley   | Een oudere dame die een krantenwinkel uitbaat. | Emma Tate            |
| Mr. Gabberley    | De man van Mrs Gabberley. Beiden maken steeds ruzie. Mr. Gabberley komt niet zichtbaar in het scherm. Zijn stem is enkel hoorbaar vanuit een vensterraam boven de krantenwinkel. | Mark Estdale         |
| Major Crum       | Een vergeetachtige majoor die vertelt over zijn militaire missies tijdens verschillende oorlogen. Of deze waarheidsgetrouw zijn, valt te betwijfelen. De majoor ziet in elk incident een complot van de vijand. Hij beschouwt Gromit als een goede soldaat en spreekt hem meestal aan met de Engelse term "Private Gromit" | Glenn McCready       |
| Duncan McBiscuit | Een brutale man met Schotse roots die iedereen pest en overdreven lacht. Hij is verliefd op Felicity Flitt. Als het aan hem lag, werd de stad afgebroken om het golfterrein van een privéclub terug in de originele staat te brengen.                                                                                      | David Rintoul        |
| Monty Muzzle     | Een louche zakenman die beweert geld in te zamelen voor het dierenasiel | Struan Rodger        |
| Prudence Flitt   | Een nichtje van Felicity Flitt. Ze staat erop dat iedereen van de familie deftig leeft. Er is ooit een incident geweest in de familie. Sindsdien worden er geen golfers meer toegelaten in de familie | Suzy Westerby        |